# Audacious
Audacious is een multimediaspeler voor Unix-achtige systemen zoals Linux en BSD. Windows wordt ook gedeeltelijk ondersteund. Audacious is gebaseerd op de multimediaspeler Beep Media Player, welke op zijn beurt weer gebaseerd is op XMMS. Hierdoor lijkt zowel het uiterlijk als het gebruik van Audacious op dat van bovenstaande programma's.

## Kenmerken en functies
Audacious wordt actief ontwikkeld en bevat, in tegenstelling tot XMMS en Beep media player, vanaf versie 0.1.1 standaard ondersteuning voor het afspelen van WMA. Daarnaast is het ook mogelijk om MP3, WAV, OGG, AAC en audio-cd's af te spelen.
Audacious vereist de bibliotheken GTK+ en libglade. De speler bevat verder een hele lijst aan plug-ins. Ook het gebruik van Winamp 2.x-skins is mogelijk. Sinds versie 3.3 maakt Audacious gebruik van GTK+ 3.
Sinds versie 3.6 maakt Audacious gebruik van Qt5.
Verdere heeft Audacious volgende functies:
- Zoekfunctie
- Ondersteuning voor de protocollen FTP, SFTP en SMB